# Форосіг
Форосіг (рум. Forosig) — село у повіті Біхор в Румунії. Входить до складу комуни Холод.
Село розташоване на відстані 408 км на північний захід від Бухареста, 31 км на південний схід від Ораді, 114 км на захід від Клуж-Напоки, 135 км на північний схід від Тімішоари.

## Населення
За даними перепису населення 2002 року у селі проживали 192 особи, усі — румуни. Усі жителі села рідною мовою назвали румунську.